# Activitat (termodinàmica)
A les dissolucions ideals diluïdes el potencial químic es pot expressar mitjançant l'equació:
{\displaystyle \mu _{i}=\mu _{i}^{\circ }+RT\ln x_{i}\qquad (x_{i}\to 0;\;T\;\mathrm {i} \;P{\text{ constants}})}
on μio representa el potencial químic estàndard a 1 bar de pressió del solut.
En el cas de dissolucions reals aquesta equació deixa de complir-se, però seria convenient poder mantenir la seva forma pel potencial químic i, així, el tractament dels sistemes reals seria semblant al de les dissolucions ideals. Això es pot aconseguir introduint un factor que multipliqui les fraccions molars, xi i faci que l'equació del potencial químic sigui vàlida. Així es defineix coeficient d'activitat, γi, que compleix:
{\displaystyle \mu _{i}=\mu _{i}^{\circ }+RT\ln(\gamma _{i}x_{i})=\mu _{i}^{\circ }+RT\ln a_{i}\quad \quad \quad \quad (T{\text{ constant}})}
En aquesta equació s'anomena activitat al producte:
L'activitat pot ser considerada com una concentració efectiva del component i. I el coeficient d'activitat, γi, un factor de correcció de la concentració per expressar la diferència de comportament d'un sistema real respecte a un d'ideal.
Quan els soluts són sòlids les seves concentracions s'expressen en molalitats o molaritats i les activitats tenen les següents definicions: